# DOF ASA
DOF ASA는 노르웨이의 해양작업지원선 운영 회사이다. 해양작업지원선 24척, 해양예인특수선 20척, 건설지원선 30척의 선단을 운영하고 있다.
DOF ASA는 1981년에 설립되어 전 세계의 해양시추 지원 분야에서 활동하고 있다. 노르웨이의 DOF Subsea AS와 브라질의 NorSkan Offshore Ltda를 자회사로 둔다.